# 8141-es mellékút (Magyarország)
A 8141-es számú mellékút egy bő 4 kilométer hosszú, négy számjegyű mellékút Komárom-Esztergom vármegye területén. Két, a gyorsforgalmi utaktól viszonylag félreeső település, Mocsa és Naszály összekötésében játszik szerepet.

## Nyomvonala
Mocsa központjában indul, a 8142-es útból kiágazva, annak 8+150-es kilométerszelvénye közelében, nagyjából kelet-északkeleti irányban. Csillag utca, majd Újtelep utca néven húzódik a belterület széléig, amit nagyjából másfél kilométer után ér el. 3,3 kilométer után lép át Naszály területére, ott átszel egy vízfolyást, ami után nem sokkal véget is ér – még külterületen –, beletorkollva a 8139-es útba, annak 7+700-as kilométerszelvénye mellett.
Teljes hossza, az országos közutak térképes nyilvántartását szolgáló kira.gov.hu adatbázisa szerint 4,228 kilométer.

## Települések az út mentén
- Mocsa
- Naszály